# Quickborn (Dithmarschen)
Quickborn ist eine Gemeinde im Kreis Dithmarschen in Schleswig-Holstein.

## Geografie

### Geografische Lage
Das Gebiet der Gemeinde Quickborn erstreckt sich im Landschaftsbereich des Naturraums Heide-Itzehoer Geest (Haupteinheit Nr. 693). Es liegt zwischen den bezeichnenden Kreisstädten in Nähe des Nord-Ostsee-Kanals.

### Ortsteile
Siedlungsgeografisch ist das namenstiftende Dorf der einzige Wohnplatz innerhalb des Gemeindegebiets.

### Nachbargemeinden
Das Gemeindegebiet von Quickborn wird unmittelbar umschlossen von jenen der Gemeinden:
|                     | Frestedt                                    | Großenrade |
| Sankt Michaelisdonn | Kompassrose, die auf Nachbargemeinden zeigt | Brickeln   |
|                     | Kuden                                       | Buchholz   |

## Geschichte
Am 1. April 1934 wurde die Kirchspielslandgemeinde Burg aufgelöst. Alle ihre Dorfschaften, Dorfgemeinden und Bauerschaften wurden zu selbständigen Gemeinden/Landgemeinden, so auch Quickborn.

## Politik

### Gemeindevertretung
Bei der Kommunalwahl am 14. Mai 2023 wurden insgesamt sieben Sitze vergeben. Diese fielen erneut alle an die Kommunale Wählergemeinschaft Quickborn. Die Wahlbeteiligung betrug 60,2 %.

### Wappen

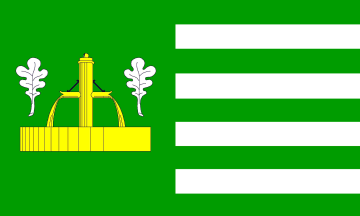
Flagge von Quickborn

Blasonierung: „In Grün über zwei fächerförmig gestellten, an den Stielen gekreuzten silbernen Eichenblättern ein goldener Brunnen, bestehend aus Steinbecken, Säule und zwei Röhren, aus denen goldenes Wasser in das Becken fließt. Zu beiden Seiten der Brunnensäule ein silbernes Eichenblatt.“
Der um eine natürliche Quelle gebaute Brunnen im Ortswappen von Quickborn ist eine bildliche Anspielung auf den Ortsnamen. Mit seiner Bedeutung „schnell sprudelnde Quelle“ bezieht dieser sich auf eine natürliche Gegebenheit als Voraussetzung einer Ansiedlung. Die künstliche Einfassung kann als Symbol der Ortschaft selbst mit ihren die Naturkraft nutzenden Bewohnern verstanden werden. Unabhängig davon ordnet sich das Quickborner Wappen in die Reihe der „redenden“ Wappen ein. Die Eichenblätter verweisen auf den Eichenwald, in dem die Dörfer der Umgebung durch Rodung entstanden sind. Quickborn verfügt auch heute noch über eine naturnahe Landschaft, in der die Eiche namhaft vertreten ist. Bis heute ist die Landwirtschaft der Haupterwerbszweig in dieser Gemeinde. Die Schildfarbe Grün versinnbildlicht die Natur und die überkommene bäuerliche Lebensweise.

## Verkehr
Quickborn ist im Individualverkehr über die schleswig-holsteinische Landesstraße 140 zwischen Sankt Michaelisdonn und Burg in Dithmarschen zu erreichen.